# ماتيو البرتي
ماتيو البرتي (بالإيطالية: Matteo Alberti)‏ (4 أغسطس 1988 ببريشا في إيطاليا - ) هو لاعب كرة قدم إيطالي في مركز الوسط. لعب مع كوينز بارك رينجرز ونادي لوميتساني.

## وصلات خارجية
- ماتيو البرتي على موقع قاعدة بيانات كرة القدم.إي يو (الإنجليزية)
- ماتيو البرتي على موقع Soccerbase.com (لاعب) (الإنجليزية)